# جمعية تحقيق إلغاء تجارة العبيد
جمعية تحقيق إلغاء تجارة العبيد، والمعروفة أيضًا باسم جمعية إلغاء تجارة العبيد، والتي يُشار إليها أحيانًا باسم جمعية الإلغاء أو جمعية مناهضة العبودية، كانت مجموعة بريطانية مناهضة للعبودية تشكلت في 22 مايو 1787. تحقق الهدف المتمثل في إلغاء تجارة العبيد في عام 1807. تبع ذلك إلغاء العبودية في جميع المستعمرات البريطانية في عام 1833.
يقول آدم هوشيلد أن هذه الحركة المناهضة للعبودية هي أول حركة اجتماعية سلمية بُنيت عليها جميع الحركات الاجتماعية الحديثة.
تأسست الجمعية على يد اثني عشر رجلًا، من بينهم الناشطان البارزان توماس كلاركسون وغرانفيل شارب، اللذان كأنجليكان، كانا أكثر قدرة على التأثير في البرلمان من الأعضاء المؤسسين الكويكر الأكثر عددًا. عملت الجمعية على توعية الجمهور حول انتهاكات تجارة العبيد وحققت إلغاء تجارة العبيد الدولية عندما أقر البرلمان البريطاني قانون إلغاء تجارة العبيد عام 1807، وعندها توقفت الجمعية عن أنشطتها. (حظرت الولايات المتحدة تجارة العبيد الأفارقة في نفس العام، لتدخل حيز التنفيذ في عام 1808).
في عام 1823، تأسست «جمعية التخفيف والإلغاء التدريجي للعبودية في جميع أنحاء المستعمرات البريطانية» (المعروفة أيضًا باسم جمعية مناهضة العبودية)، والتي عملت على إلغاء مؤسسة العبودية في جميع أنحاء المستعمرات البريطانية. مرر البرلمان قانون الإلغاء في عام 1833 (باستثناء الهند، حيث كانت العبودية جزءًا من الثقافة المحلية)؛ واستكمل التحرير بحلول عام 1838.

## خلفية تاريخية
كتب الكويكرز الهولنديون والألمان أول بيان مناهض للعبودية عند اجتماعهم في جيرمانتاون، بنسلفانيا في عام 1688. بدأ الكويكر الإنجليز في التعبير عن رفضهم الرسمي لتجارة العبيد في عام 1727 والترويج للإصلاحات. منذ خمسينيات القرن الثامن عشر، بدأ عدد من الكويكرز في المستعمرات الأمريكية التابعة لبريطانيا أيضًا في معارضة العبودية ودعوا الكويكرز الإنجليز إلى اتخاذ إجراءات مع البرلمان. شجعوا مواطنيهم، بمن فيهم مالكي العبيد من الكويكرز، على تحسين ظروف العبيد وتعليمهم المسيحية والقراءة والكتابة، والعمل على تحريرهم تدريجيًا.
كانت مجموعة غير رسمية من ستة كويكرز رائدة في حركة إلغاء العبودية البريطانية في عام 1783 عندما قدم الاجتماع السنوي لجمعية الأصدقاء في لندن عريضة ضد تجارة العبيد إلى البرلمان، موقعة من أكثر من 300 كويكر. تأثروا بالدعاية التي أُثيرت في ذلك العام حول مذبحة زونغ، حيث قاضى أصحاب السفينة للحصول على تعويضات من التأمين بسبب مقتل أكثر من 132 عبدًا على متن سفينتهم.

## التأسيس
«في عام 1787، عاش نحو ثلاثة أرباع سكان الأرض تحت شكل من أشكال العبودية أو القنانة أو الاستعباد بسبب الديون أو الخدمة بعقد. لم يكن هناك عبيد في بريطانيا نفسها، ولكن الغالبية العظمى من سكانها اعتبروا العبودية في جزر الهند الغربية البريطانية أمرًا طبيعيًا تمامًا».

قرر الكويكرز تشكيل مجموعة صغيرة ومتعهدة وغير طائفية من أجل الحصول على دعم أكبر من كنيسة إنجلترا والبرلمان. تضمنت اللجنة الجديدة غير الطائفية التي تشكلت في عام 1787 أعضاء من الكويكرز وثلاثة أنجليكان. نظرًا لعدم استعداد الكويكرز لتلقي سرّ العشاء الرباني وفقًا لطقوس كنيسة إنجلترا، لم يسمح لهم بالخدمة كأعضاء في البرلمان، لذا فإن وجود أعضاء أنجليكان عزز من احتمالية تأثير اللجنة على البرلمان. سميت الجمعية الجديدة باسم جمعية تحقيق إلغاء تجارة العبيد، والتي غالبًا ما أشير إليها ببساطة فيما بعد باسم جمعية الإلغاء.
«الصدى الذي حدث في هذا المكان، في وقت متأخر من بعد ظهر يوم 22 مايو 1787، لفت انتباه ملايين الأشخاص حول العالم، بمن فيهم أول وأعظم دارس لما نسميه اليوم المجتمع المدني. كتب الفيلسوف السياسي الفرنسي ألكسيس دو توكفيل بعد عقود حول نتيجة سلسلة الأحداث التي بدأت في ذلك اليوم في لندن بأنها «كانت غير مسبوقة على الإطلاق... إذا تأملت في تواريخ جميع الشعوب، فأشك في أنك ستجد شيئًا أكثر غرابة». المبنى الذي كان يقع في 2 جورج يارد كان متجرًا للكتب ومطبعة. كان صاحبه جيمس فيليبس، الناشر والطابع للمجتمع الصغير من الكويكرز في بريطانيا. في ذلك اليوم من مايو، بعد أن عاد عمال المطبعة وأصحاب الطباعة إلى منازلهم، دخل 12 رجلًا من باب المتجر. شكلوا لجنة بهدف بدا لمواطني لندن الآخرين هدفًا مثاليًا ميؤوسًا منه وغير عملي: إنهاء تجارة العبيد أولًا ثم العبودية نفسها في أقوى إمبراطورية على وجه الأرض». صحيفة لوس أنجلوس تايمز: الفكرة التي جلبت العبودية إلى ركبتيها.

### العضوية
كان تسعة من الأعضاء المؤسسين الاثني عشر لجمعية تحقيق إلغاء تجارة العبيد، أو جمعية إلغاء تجارة العبيد، من الكويكرز:
1. جون بارتون (1755–1789)؛
2. ويليام ديلوين (1743–1824)؛
3. جورج هاريسون (1747–1827)؛
4. صمويل هور الابن (1751–1825)؛
5. جوزيف هوبر (1732–1789)؛
6. جون لويد؛
7. جوزيف وودز الأب (1738–1812)؛
8. جيمس فيليبس (1745–1799)؛
9. ريتشارد فيليبس.

كان خمسة من هؤلاء الكويكرز من بين المجموعة غير الرسمية المكونة من ستة كويكرز الذين قادوا الحركة في عام 1783، عندما قدمت أول عريضة ضد تجارة العبيد إلى البرلمان.
كان ثلاثة من الأنجليكان أعضاء مؤسسين:
1. توماس كلاركسون، الناشط ومؤلف مقال مؤثر ضد تجارة العبيد؛
2. جرانفيل شارب (محامٍ - كان له دور طويل في دعم ومقاضاة القضايا نيابة عن الأفارقة المستعبدين)؛
3. فيليب سانسوم.

## المهمة والأهداف
لم تهدف الجمعية إلى إنهاء العبودية تمامًا، بل إلى إلغاء خوض بريطانيا في تجارة العبيد الدولية فقط. سعوا لتحقيق ذلك من خلال حملات توعية سلطت الضوء على بعض الممارسات القاسية التي تتضمنها هذه التجارة.
تمثلت مهمة جمعية إلغاء تجارة العبيد في إطلاع الجمهور على المعاملة اللا إنسانية وغير الأخلاقية التي يتعرض لها الأفارقة المستعبدون باسم العبودية، والترويج لقانون جديد لإلغاء تجارة العبيد وتطبيقه في جميع أنحاء الإمبراطورية البريطانية. تضمنت أساليب الجمعية لتحقيق أهدافها كتابة ونشر كتب مناهضة للعبودية، وطباعة ملصقات ونشرات ومنشورات إلغائية، وتنظيم جولات محاضرات في مدن وبلدات إنجلترا. كان مقال كلاركسون بعنوان «مقالة حول عدم جدوى تجارة العبيد الأفريقية»، الذي نُشر في عام 1788، من أوائل الكتب التي تناولت هذا الموضوع.
قُدمت عرائض إلى مجلس العموم (أكثر من 100 عريضة في عام 1788)، وعُقدت تجمعات مناهضة للعبودية، وصُنعت مجموعة من الميداليات والأواني الفخارية والتماثيل البرونزية المناهضة للعبودية، ولا سيما بدعم من صانع الفخار الوحدوي جوسيا ويدجوود، الذي أنتج ميداليات فخارية تصور عبدًا مكبلًا بالسلاسل مع السؤال البسيط لكن المؤثر: «ألست إنسانًا وأخًا؟» وأثبتت هذه الميداليات فعاليتها في لفت انتباه الجمهور إلى قضية إلغاء العبودية. كانت ميدالية ويدجوود الصورة الأكثر شهرة لشخص أسود في جميع فنون القرن الثامن عشر. كتب كلاركسون: «ارتدها النساء في الأساور، والبعض الآخر يضعنها بطريقة زخرفية كدبابيس لشعورهن. أخيرًا، أصبح ارتداؤها شائعًا، وهكذا شوهدت الموضة، التي عادةً ما تقتصر على أشياء لا قيمة لها، وهي تقوم بدورها المشرف في تعزيز قضية العدالة والإنسانية والحرية».
من خلال توعية الجمهور، اكتسبت لجنة إلغاء تجارة العبيد العديد من الأعضاء. في عام 1787، أثارت جولة توماس كلاركسون في الموانئ والمدن الكبرى في إنجلترا اهتمام الجمهور. زادت سيرة حياة الأفريقي أولوداه إكويانو، التي نُشرت في ذلك الوقت، من وعي الجمهور، حيث قدم العبد السابق قضية قوية لا يمكن الرد عليها ضد العبودية في عمل ذي قيمة أدبية. في عام 1789، عزز كلاركسون قضية اللجنة من خلال تشجيع بيع مذكرات إكويانو ودعوة العبد السابق لإلقاء محاضرات في الموانئ البريطانية المرتبطة بتجارة العبيد.
قدم ويليام ويلبرفورس أول مشروع قانون لإلغاء تجارة العبيد في عام 1791، والذي هُزم بفارق 163 صوتًا مقابل 88. بينما استمر ويلبرفورس في طرح قضية تجارة العبيد أمام البرلمان، سافر كلاركسون وآخرون في اللجنة، وجمعوا الأموال والدعم، وكتبوا أعمالًا مناهضة للعبودية. أجروا حملة برلمانية مطولة، خلال فترة قدم فيها ويلبرفورس اقتراحًا مؤيدًا لإلغاء العبودية تقريبًا كل عام.